# Za pět minut dvanáct
Za pět minut dvanáct je diskuzní pořad TV Nova. Moderuje ho Martin Čermák, který je moderátorem Televizních novin a TN Live.
Pořad je vysílán každou neděli od 11:55 a jeho motto je „Nejvyšší čas na odpovědi“.
Pořad je rozdělen na tři části:
1. Politická diskuze
2. Téma týdne
3. Rozhovor s osobností, která uplynulý týden hýbala Českou republikou[2]

V rámci politické diskuze jsou zváni dva hosté, primárně z oblasti politiky, aby spolu diskutovali o aktuálních problémech České republiky. V druhé části bude moderátor spolu se svými hosty rozebírat jedno téma, které v daném období nejvíce rezonuje ve společnosti, nemusí se jednat pouze o politiku, ale například di o ekonomiku či společenské téma. Třetí část přiblíží formou rozhovoru osobnost daného týdne, může to být úspěšný sportovec nebo umělec, někdo, kdo ten týden nějak zaujal, povedlo se mu něco specifického či jinak zazářil.